# 神野駅

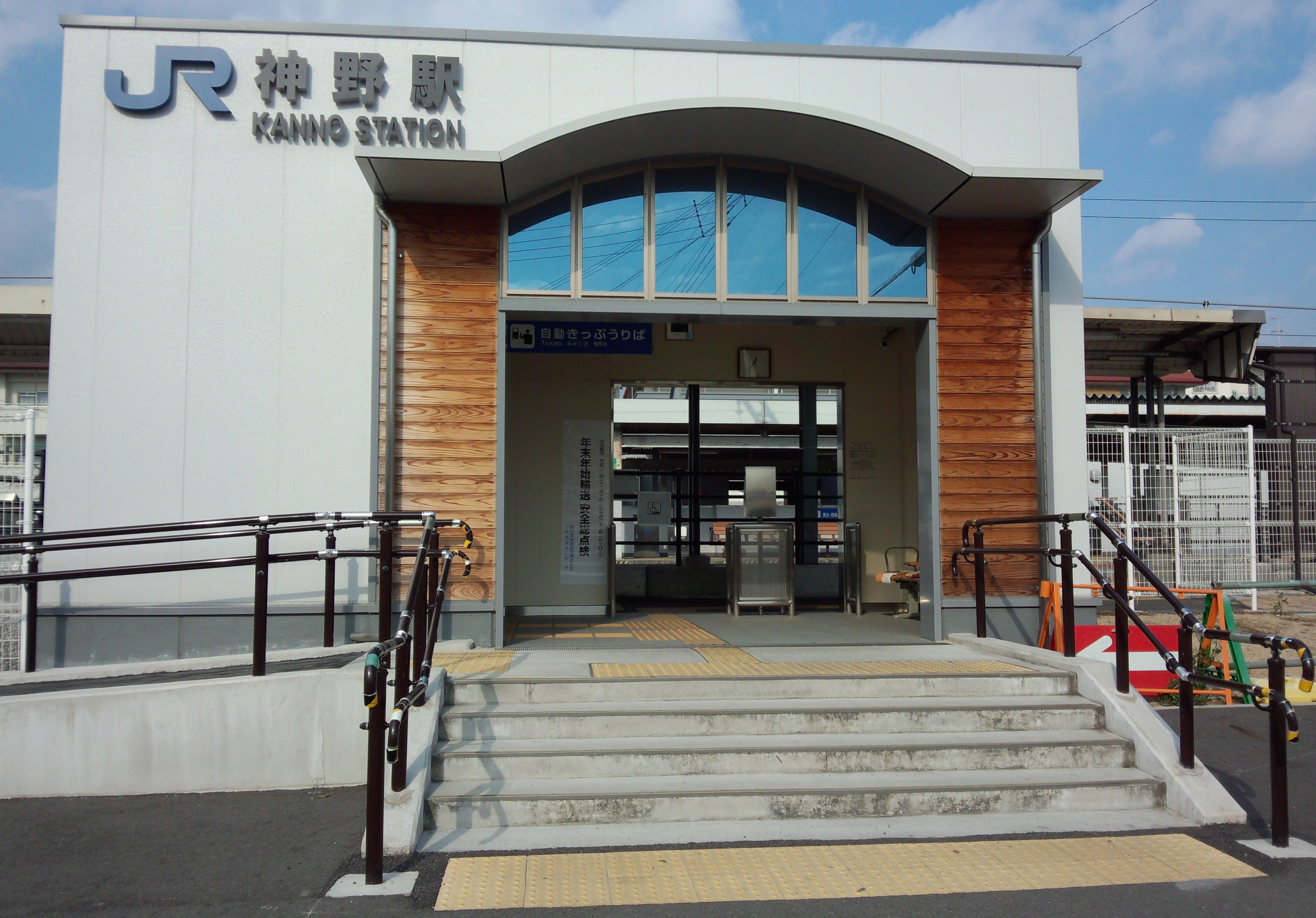
南口（2012年12月）

神野駅（かんのえき）は、兵庫県加古川市神野町西条にある、西日本旅客鉄道（JR西日本）加古川線の駅である。

## 歴史
- 1913年（大正2年）4月1日：播州鉄道が加古川町駅（現在の加古川駅） - 国包駅（現在の厄神駅）間で開業した際に、同線の停留場として設置[2][3]。旅客営業のみ[1]。
- 1923年（大正12年）12月21日：路線譲渡により播丹鉄道の停留場となる[4]。
- 1929年（昭和4年）8月23日：停留場から駅に昇格[1]。
- 1943年（昭和18年）6月1日：播丹鉄道の国有化により、鉄道省加古川線の駅となる[5]。
- 1948年（昭和23年）3月：駅舎改築[2]。
- 1973年（昭和48年）10月1日：荷物の取り扱いを廃止[1]。
- 1987年（昭和62年）4月1日：国鉄分割民営化により、西日本旅客鉄道（JR西日本）の駅となる[1]。
- 1990年（平成2年）6月1日：加古川鉄道部発足により、その管轄となる。
- 2009年（平成21年）7月1日：加古川鉄道部廃止に伴い神戸支社直轄へ変更され[6]、加古川駅の被管理駅になると同時に、ジェイアール西日本交通サービス（現在のJR西日本交通サービス）による業務委託駅となる[7]。
- 2010年（平成22年）10月2日：北口駅舎使用開始[8]
- 2016年（平成28年）3月26日：ICカード「ICOCAの利用が可能となる[9]。ICカード専用簡易改札機で対応。
- 2022年（令和4年）
  - 3月11日：みどりの窓口の営業を終了[10]。
  - 4月1日：無人化。

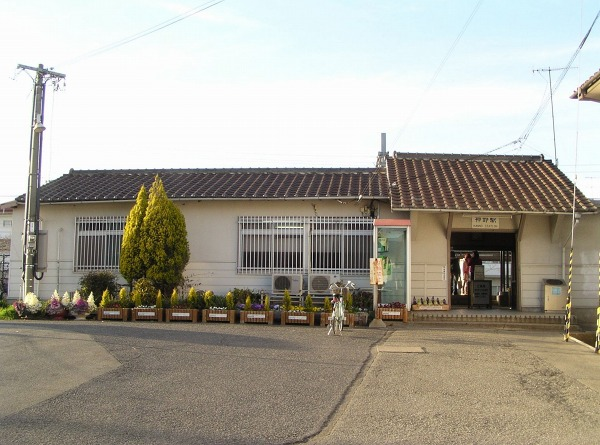
旧南口駅舎（2006年3月）

## 駅構造
相対式ホーム2面2線を持ち、行き違い設備を有する地上駅になっている。当駅は無人駅である。線路はほぼ東西に走っている。加古川方面の線路が直線となっているが、出発信号機が片方向にしか付けられていないため、逆線発車はできない。その他加古川方面の線路の日岡側に安全側線があるが、これは加古川線の電化に際し新たに設けられたものである。厄神側は上下線の線路が合流するまでの距離が比較的長く、十分な過走距離が取れることから安全側線は設けられていない。加古川方面ホームと厄神方面ホームとは屋根つきの跨線橋で連絡している。かつて、改札口は、南側のみであったが、北側にも住宅が多く、2010年10月に駅舎が新設された。
北口駅舎は、JR西日本と加古川市が共同で2010年3月に着工したもので、2010年10月2日に供用開始された。ひさしの曲線が加古川の流れを表現し、地場産業である建具を反映した木材が壁面の一部に使われている。総床面積は約65平方メートルである。隣接して加古川市のコミュニティー施設も建設されている。従来、南側駅舎に設置されていたみどりの窓口が移転した。
南口駅舎は、北口駅舎の供用開始後、改築された。旧駅舎は、1948年（昭和23年）建築の木造平屋建で、瓦葺の大きな屋根が特徴的な建物となっていた。

### のりば
| のりば | 路線     | 方向 | 行先             |
| ------ | -------- | ---- | ---------------- |
| 1      | 加古川線 | 下り | 粟生・西脇市方面 |
| 2      | 加古川線 | 上り | 加古川方面       |

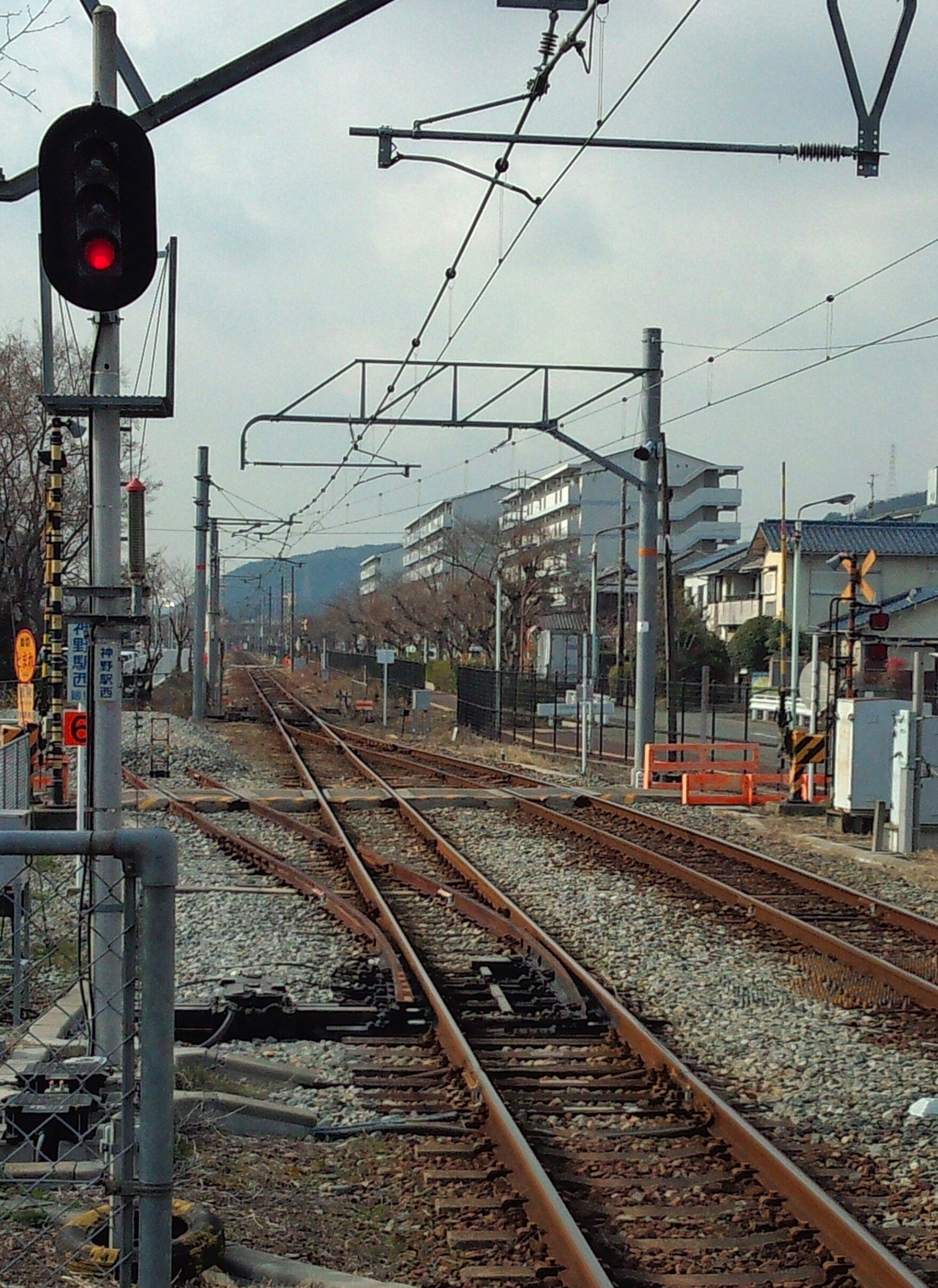
加古川方面。安全側線が見られる（2012年12月）

## 利用状況
「兵庫県統計書」によると、2023年（令和5年）度の1日平均乗車人員は887人であり、加古川線内の途中駅では粟生駅に次いで第2位の利用者数である。
長らく当駅が線内の途中駅で一番利用が多かったが、2020年に粟生駅に抜かれた。
近年の1日平均乗車人員は以下の通りである。
| 年度   | 1日平均 乗車人員 |
| ------ | ---------------- |
| 2000年 | 1,595            |
| 2001年 | 1,515            |
| 2002年 | 1,449            |
| 2003年 | 1,398            |
| 2004年 | 1,357            |
| 2005年 | 1,329            |
| 2006年 | 1,298            |
| 2007年 | 1,283            |
| 2008年 | 1,259            |
| 2009年 | 1,190            |
| 2010年 | 1,143            |
| 2011年 | 1,146            |
| 2012年 | 1,139            |
| 2013年 | 1,131            |
| 2014年 | 1,100            |
| 2015年 | 1,117            |
| 2016年 | 1,101            |
| 2017年 | 1,084            |
| 2018年 | 1,071            |
| 2019年 | 1,057            |
| 2020年 | 868              |
| 2021年 | 887              |
| 2022年 | 901              |
| 2023年 | 887              |

## 駅周辺
加古川市北部の住宅街として発展している。駅の周辺には数多くの史跡がある。
- 加古川北市民センター
- 北山公園・西条廃寺跡（国指定史跡）
- 西条古墳群（国指定史跡）
  - 行者塚古墳（国指定史跡）
  - 尼塚古墳（国指定史跡）
  - 人塚古墳（国指定史跡）
- 城山
  - 西条八幡神社
  - 愛宕神社
- 稲根神社（二塚古墳）
- 近畿安全衛生技術センター
- 兵庫県立加古川医療センター
- 加古川市立神野小学校
- 加古川市立陵北小学校

### バス路線
「神野駅前」停留所にて、かこバスミニの路線が発着する。なお、以前は神姫バスが乗り入れていたが、廃止された。
- 中河原 / 高岡会館
- 広尾東 / 磐西 ※磐西行は1日1便のみ

## 隣の駅
西日本旅客鉄道（JR西日本）
 加古川線
日岡駅 - 神野駅 - 厄神駅